# Ricardo de Pedraza Losa
Ricardo de Pedraza Losa é um atleta paralímpico espanhol que compete na categoria B1/T11, para deficientes visuais. Representou a Espanha nos Jogos Paralímpicos de Verão de 2012, terminando em décimo primeiro lugar na prova dos 5000 metros T11. A nível nacional, ele manteve vários recordes nas provas de longa distância do atletismo, incluindo os recordes dos 5000 e 10000 metros.